# Mr. Mercedes
Mr. Mercedes es una novela policíaca de Stephen King, publicada en inglés por la editorial Scribner el 3 de julio de 2014. La versión en español se publicó el 6 de noviembre del mismo año. Mr. Mercedes es la primera novela negra del autor en el género policial o de detectives (hard boiled). Vía Twitter, el autor anunció que Mr. Mercedes es el primer volumen de una próxima trilogía, cuya segunda entrega se publicó a mediados de 2015 con el título Quien pierde paga. La tercera entrega que cierra esta trilogía es Fin de guardia.
En julio de 2017 se publicó el primer tráiler de la adaptación a televisión de esta novela, que se estrenó el 9 de agosto del mismo año.

## Sinopsis
Bill Hodges es un detective retirado que quiere atrapar a un homicida conocido como Mr. M quien fue el que mató a ocho personas y dejó quince heridas al atropellarlas con un auto Mercedes Benz durante una feria laboral en la madrugada. El asesino le manda una carta e emails a Bill amenazándole con causar algo más atroz si no lo llega a atrapar, por lo que Bill renuncia a su retiro y junto a un joven afroamericano y una chica tímida, ambos con una gran habilidad en tecnología, empieza a reconstruir el crimen para dar con el asesino, cuyo nombre es Brady Hartsfield.

## Personajes

### Bill Hodges
Gustavo William Hodges policía retirado que sufre los hostigamientos del asesino de la masacre. Piensa en acabar con su vida luego de su jubilación hasta que le empiezan a llegar cartas anónimas sobre el caso sin resolver de la matanza del Mercedes Benz y es en esa ocasión que decide encontrar al asesino por su propia cuenta.

### Brady Hartsfield
Asesino confeso de la masacre pero que nunca fue encontrado por la policía. Es él quien le envía los anónimos a Bill con el fin de que acabe con su vida a base de los hostigamientos que le produce. Vive con su madre alcohólica en la casa que lo vio crecer, la relación con ella es de amor y odio incluso de tipo  sexual. Además cuenta con grandes dotes en el área de la informática. Cuando era un niño asesinó a su hermano menor a vista y paciencia de su madre quien apoyó los hechos macabros de Brady.

### Jerome Robinson
Es un chico  de buena familia y con un buen futuro académico. Trabaja de jardinero para Bill y es por esa razón que ambos establecen una amistad. Se alía con el policía para ayudarlo a encontrar la identidad del asesino y sin saberlo también se encuentra en la mira asesina de Brady.

### Janelle Patterson
Es la hermana de Olivia que vive temporalmente en el hogar de la difunta. Conoce a Bill luego de que este le hiciera algunas preguntas sobre la muerte de su hermana, es ahí en el que ambos establecen una relación amorosa y trabajan juntos para aclarar los hechos. Janelle muere debido a que iba conduciendo el auto de Bill, el cual poseía una bomba puesta por Brady con el fin de matar al policía, sin embargo es Janelle la que fallece.

### Holly Gibney
Es la prima de Janelle y Olivia. Pese a su edad, sufre un gran nivel de dependencia, situación que no la deja ser feliz y que la tiene aún viviendo con su madre bajo estrictas órdenes de protocolo. Sin embargo, ella es una pieza clave en la captura de Brady gracias a sus conocimientos que tiene de tecnología informática. Junto a Billy y Jerome, conforman el trío que captura finalmente a Brady. Luego de todo, Holly logra superar la mayoría de sus miedos y se convierte en una mujer independiente y dueña de sus decisiones.

### Deborah Ann Hartsfield
Es la madre de Brady. Es una mujer cesante y alcohólica, a pesar de todo siente un gran amor por el mayor de sus hijos, incluso es la cómplice de la muerte de su hijo menor y fue ella la que ánimo a Brady a que le pusieron fin a la vida del pequeño Frankie. Muere por error luego de comer la carne envenenada que Brady tenía oculta para el perro de la familia Robinson.

### Olivia Trelawney
Es una mujer adinerada que posee ciertos rasgos psicológicos propios de una mujer solitaria y obsesiva. Es la dueña del Mercedes Benz con el que Brady comete el asesinato, por esta razón Olivia sufrió todo el acoso de la policía y de la prensa, ya que se le culpaba de ser la responsable de la matanza. Finalmente se suicida debido a la culpa que Brady le hizo sentir mediante cartas y por los sonidos de fantasmas que este instaló en su computadora.

### Pete Huntley
Es el amigo de Billy y antiguo compañero en el ayuntamiento de policías. Actualmente sigue trabajando en ese lugar investigando otros casos, sin embargo al igual que Bill no ha olvidado el caso sin resolver del Mercedes Benz. Pete es uno de los principales hostigadores en acusar a Olivia como la culpable del atentado.

### Charlotte Gibney
Es la madre de Holly y hermana de Elizabeth. Su mayor interés es quedarse con la mejor parte de la herencia de la difunta Olivia. Posee un carácter fuerte y difícil de entender situación que la lleva a ganarse el odio de quienes la rodean, solo piensa en el dinero y en su bienestar. Muestra un gran sentido de protección hacia Holly haciendo que esta no pueda llevar una vida normal e independiente, además no le agrada que Billy esté involucrado en la vida de su sobrina Janelle.

### Frankie Hartsfield
Es el hijo menor de Deborah y por ende el hermano de Brady. Al nacer siempre fue catalogado como una carga para su madre ya que no poseía con el dinero suficiente para alimentarlo y mantener la casa. Sufre un accidente ahogándose con un pedazo de manzana lo que le provoca serios daños cerebrales. Debido a eso se convierte en un niño el cual requería de un cuidado especial agotando la paciencia de su madre y hermano. Frankie es asesinado cuando era un niño por su hermano Brady al lanzarlo por las escaleras, su madre Deborah es testigo de los hechos y decide no prestarle ayuda a Frankie, ya que ella estaba de acuerdo con acabar con la vida de su hijo menor.

### Elizabeth Wharton
Es la madre de Janelle y Olivia. Vivía bajo los cuidados de Olivia y su enfermera cuando ocurrió todo el acontecimiento de la masacre. Luego de la muerte de su hija es llevada a un lujoso asilo, es ahí donde Bill la entrevista para sacarle información sobre los últimos días de vida de Olivia. Elizabeth finalmente muere plácidamente en el asilo que la resguardaba.

### Isabelle Jaynes
Es la nueva policía que llegó al ayuntamiento en reemplazo de Billy. Trabaja con Pete, antiguo amigo del oficial jubilado y desconfía de este.

### Henry Sirois
Hermano de Charlotte. Al igual que ella, está interesado en la herencia de Olivia.

### Freddi Linklatter
Compañera de trabajo y única amiga de Brady Hartsfield.

### Barbara Robinson
Es la hermana menor de Jerome. Le provoca un odio a Brady por ser negra y este desea asesinarla también a ella en la matanza que planea en el concierto.

### Anthony Frobisher
Es el jefe de Brady. Cae en las mentiras de este cuando le dice que no irá al trabajo por un resfrío, cuando la verdadera causa de su ausencia es llevar a cabo otra matanza.

### Tanya Robinson
Es la madre de Jerome y pilar de su familia. Es testigo de la actuación heroica de su hijo al capturar a Brady.

### Althea Greene
Es la enfermera de doña Elizabeth y antigua conocida de Olivia.